# Caza de Nabatîyé
Caza de Nabatîyé (arabiska: قضاء النبطية) är ett distrikt i Libanon.   Det ligger i guvernementet Nabatiye, i den sydvästra delen av landet, 60 kilometer söder om huvudstaden Beirut. Antalet invånare är 306 859.
Trakten runt Caza de Nabatîyé består i huvudsak av gräsmarker. Runt Caza de Nabatîyé är det tätbefolkat, med 383 invånare per kvadratkilometer.